# Vídeňský Dioskuridés
Vídeňský Dioskuridés nebo Vídeňský Dioskoridés je byzantský řecký iluminovaný rukopis ze začátku 6. století, který obsahuje ještě starší dílo z 1. století n. l., De materia medica (starořecky: Περὶ ὕλης ἰατρικῆς, latinkou: Perì hylēs iatrikēs) od Pedania Dioskurida, napsané unciálou. Jedná se o významný a vzácný příklad pozdně antického vědeckého textu. Po více než tisíc let byl rukopis uchováván v Konstantinopoli, odkud se v 16. století dostal k císaři Svaté říše římské ve Vídni, tedy století poté, co město padlo do rukou Osmanské říše.
Rukopis obsahuje 491 pergamenových folií o rozměrech 37 cm × 30 cm a více než 400 vyobrazení rostlin a zvířat, z nichž většina je vytvořena naturalistickým stylem. Kromě textu od Dioskurida obsahuje rukopis také připojenou báseň Carmen de herbis připisovanou Rufovi, parafrázi ornitologického pojednání od jistého Dionýsia, který je obvykle ztotožňován s Dionýsiem z Filadelfie, a parafrázi spisu Nikandra o léčbě hadích uštknutí.

## Historie

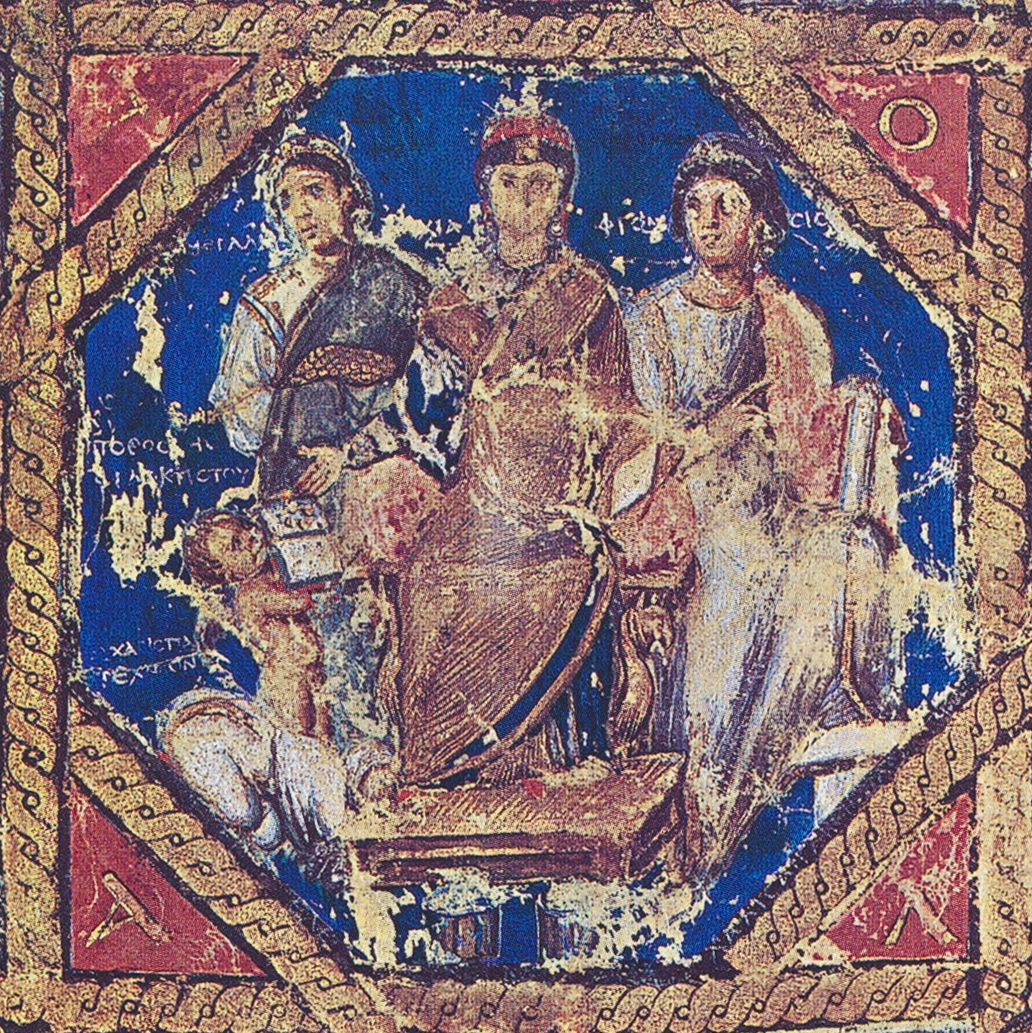
Portrét Anicie Juliany, pro niž byla kniha vytvořena, obklopené alegoriemi Velkodušnosti (Megalopsychia) a Moudrosti (Fronésis) (detail z folia 6v)

Rukopis byl vytvořen kolem roku 515 n. l. v hlavním městě Byzantské (Východořímské) říše, Konstantinopoli, pro byzantskou princeznu Anicii Julianu, dceru Anicia Olybria (jednoho z posledních západořímských císařů). Proto je dnes mezi badateli označován jako Kodex Juliany Anicie. Ačkoliv byl původně vytvořen jako luxusní exemplář, v pozdějších staletích byl denně používán jako učebnice v císařské nemocnici v Konstantinopoli. Středověká poznámka zaznamenává, že jej tam v roce 1406 nechal znovu svázat řecký ošetřovatel jménem Nathanael.
Během byzantského období sloužil rukopis jako předloha pro kopie, které byly darovány zahraničním vládcům. Mezi nimi byla i arabská verze pro Abd ar-Rahmána III. Španělského, k jejímuž vytvoření poslal byzantský císař Konstantin VII. řecký exemplář spolu s překladatelem. V textu se také nachází poznámka zmiňující jméno Michaela z varjažské gardy.
Rukopis byl restaurován v roce 1406 patriarchálním notářem Janem Chortasmenem, který přidal obsah a rozsáhlé scholie v byzantské řecké minuskule. V polovině 15. století jej mniši z řeckého pravoslavného kláštera sv. Jana Křtitele v Konstantinopoli použili k vytvoření Dioskurida papeže Alexandra VII., dnes uloženého ve Vatikánské knihovně. Po pádu Konstantinopole v roce 1453 jeho pozdější majitel připsal k názvům rostlin jejich ekvivalenty v arabštině a hebrejštině.
Rukopis, který se stále nacházel v Istanbulu ještě celé století po pádu města, byl zakoupen Mosesem Hamonem, arabsky mluvícím židovským lékařem sultána Sulejmana Nádherného. Odtud se dostal k vlámskému diplomatovi Ogieru Ghiselinu de Busbecqovi, který sloužil císaři Ferdinandovi I. Habsburskému. Dnes je rukopis uložen mezi sbírkami Rakouské národní knihovny (německy: Österreichische Nationalbibliothek) ve Vídni, kde je označen jako Codex Vindobonensis med. gr. 1. V roce 1997 byl rukopis zapsán do registru programu Paměť světa UNESCO jako dokument s mimořádným historickým významem.

## Ilustrace

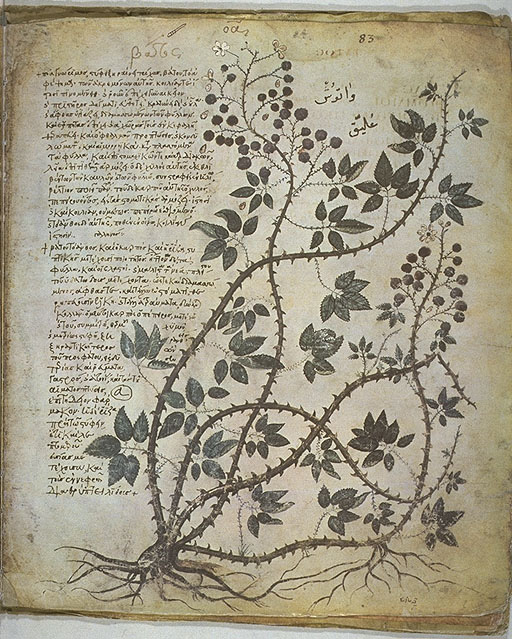
Folio 83r – Rubus fruticosus (ostružiník)

Rukopis obsahuje 383 dochovaných celostránkových ilustrací rostlin z původních 435. Ilustrace lze rozdělit do dvou skupin. Jedna skupina věrně vychází ze starších antických vzorů a přináší poměrně naturalistická zobrazení jednotlivých rostlin. Druhá skupina obsahuje abstraktnější ilustrace. Většina byla namalována naturalistickým stylem, aby farmakologům usnadnila rozpoznávání rostlin. Předpokládá se však, že ilustrace nejsou kresleny podle skutečných rostlin, ale představují kopie staršího herbáře.
Kromě vědeckých ilustrací obsahuje rukopis také několik iluminovaných frontispisů, tedy úvodních ilustrací na celých stránkách. Zvláštní pozornost si zaslouží dedikační miniatura s portrétem Anicie Juliany na foliu 6 verso. Rukopis byl Anicii darován jako projev vděčnosti za její financování stavby kostela na předměstí Konstantinopole. Tento portrét je nejstarší dochovanou dedikační miniaturou. Anicia je zobrazena v ceremoniálním postoji, jak rozdává almužny. Po jejích stranách stojí personifikace Velkodušnosti (Megalopsychia) a Moudrosti (Fronésis). U jejích nohou klečí další alegorická postava s nápisem „Vděčnost umění“. Putto drží dedikační listinu a podává ji Anicii. Celá kompozice je uzavřena do osmicípé hvězdy v kruhu, vytvořeného propleteným lanem. Vnější spandry hvězdy zdobí grisaille vyobrazení putti, kteří pracují jako zedníci a tesaři. Tato miniatura je zcela originální dílo a její začlenění alegorických postav i putti dokazuje pokračování antické tradice v Konstantinopoli, přestože byla Anicia Juliania zbožnou křesťankou.

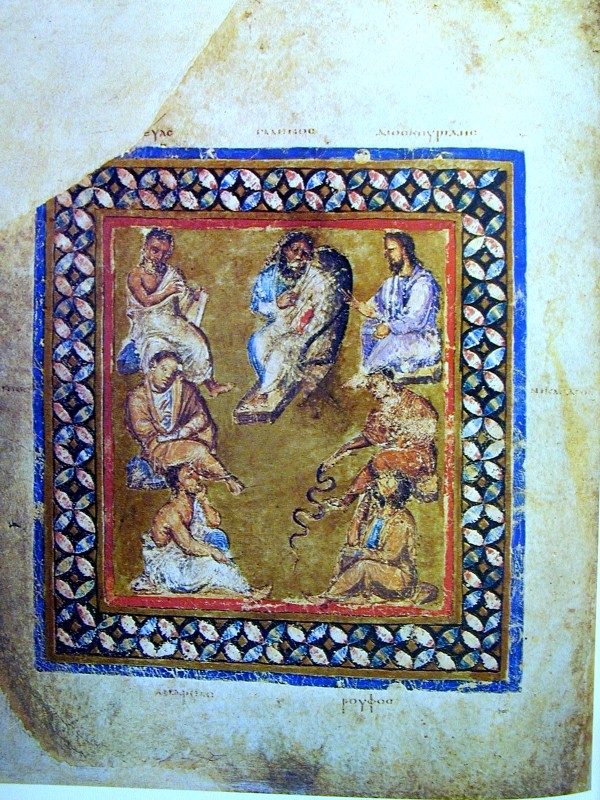
Folio 3v – Sedm lékařů

Série frontispisů v rukopisu začíná dvěma celostránkovými miniaturami, z nichž každá zobrazuje skupinu sedmi významných farmakologů. Na druhé miniatuře (folio 3 verso) je nejvýznamnější postavou Galén, který jako jediný sedí na křesle. Po jeho stranách jsou po dvojicích další lékaři, sedící na kamenech nebo na zemi. Nejblíže Galénovi jsou Krateuas a Dioskuridés, ve druhé dvojici Apollónios Mys a Nikandros, nejdále Andreas a Rufus z Efezu. Každá postava je samostatný portrét, pravděpodobně inspirovaný podobiznami z jejich vlastních spisů. Sedm postav je zasazeno do složitě zdobeného rámu a pozadí miniatury je vyvedeno v plném zlatě, což vytváří abstraktní prostor. Jedná se o nejstarší dochovaný rukopis využívající takové zlaté pozadí.
Po těchto dvou miniaturách sedmi farmakologů následují dva autorské portréty. Na druhém z nich (viz zde), Dioskuridés sedí a zapisuje poznámky do kodexu na klíně. Je vyobrazen z profilu, což odpovídá jeho portrétu na předchozí miniatuře. Je možné, že existovala ikonografická tradice založená na autentickém portrétu Dioskurida. Před Dioskuridem sedí malíř, který na nižší úrovni kreslí ilustraci mandragory. Maluje ji přímo podle přírodního vzoru – rostlina je držena personifikací Epinoia (schopnost myšlení). Pozadí tvoří architektonická kulisa se sloupořadím a centrální nikou.
Parafráze spisu o ptácích od Dionýsia je rozdělena do tří knih. První dvě obsahují ilustrace ptáků vložené přímo do textových sloupců, bez rámu či pozadí (viz zde). Třetí kniha obsahuje celostránkovou miniaturu s 24 ptáky uspořádanými do mřížky. Ilustrace ptáků jsou výtvarně kvalitní a věrně zobrazují jejich přirozené rysy i barvy. Většinu lze snadno identifikovat. Některé z ptáků v celostránkové miniatuře nejsou v samotném textu popsány, což naznačuje, že ilustrace vycházely ze staršího a odlišného spisu, pravděpodobně od Alexandra z Myndu. Přesto je tento rukopis nejstarším dochovaným ilustrovaným pojednáním o ptácích.

## Galerie

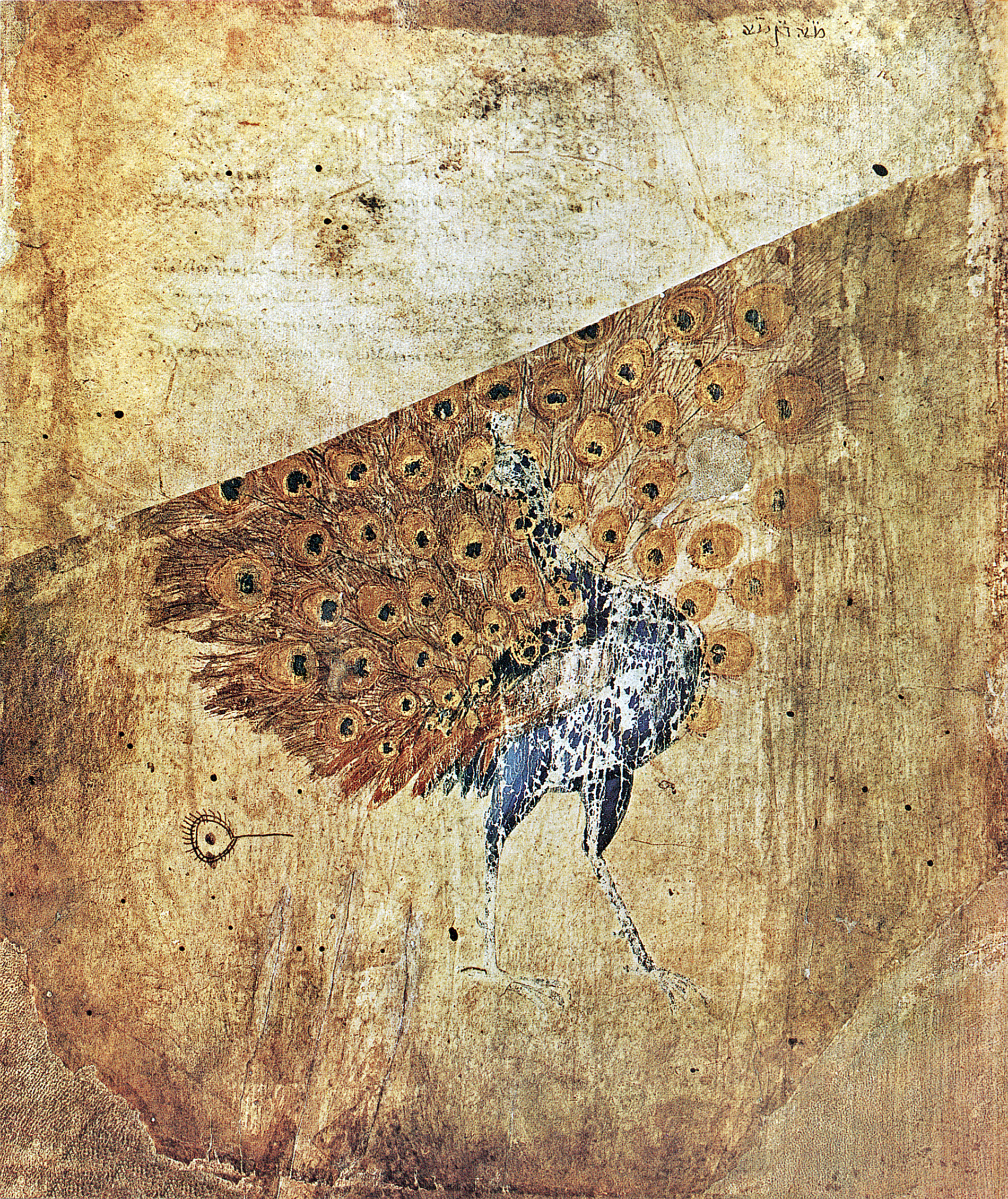
Paví předsádky
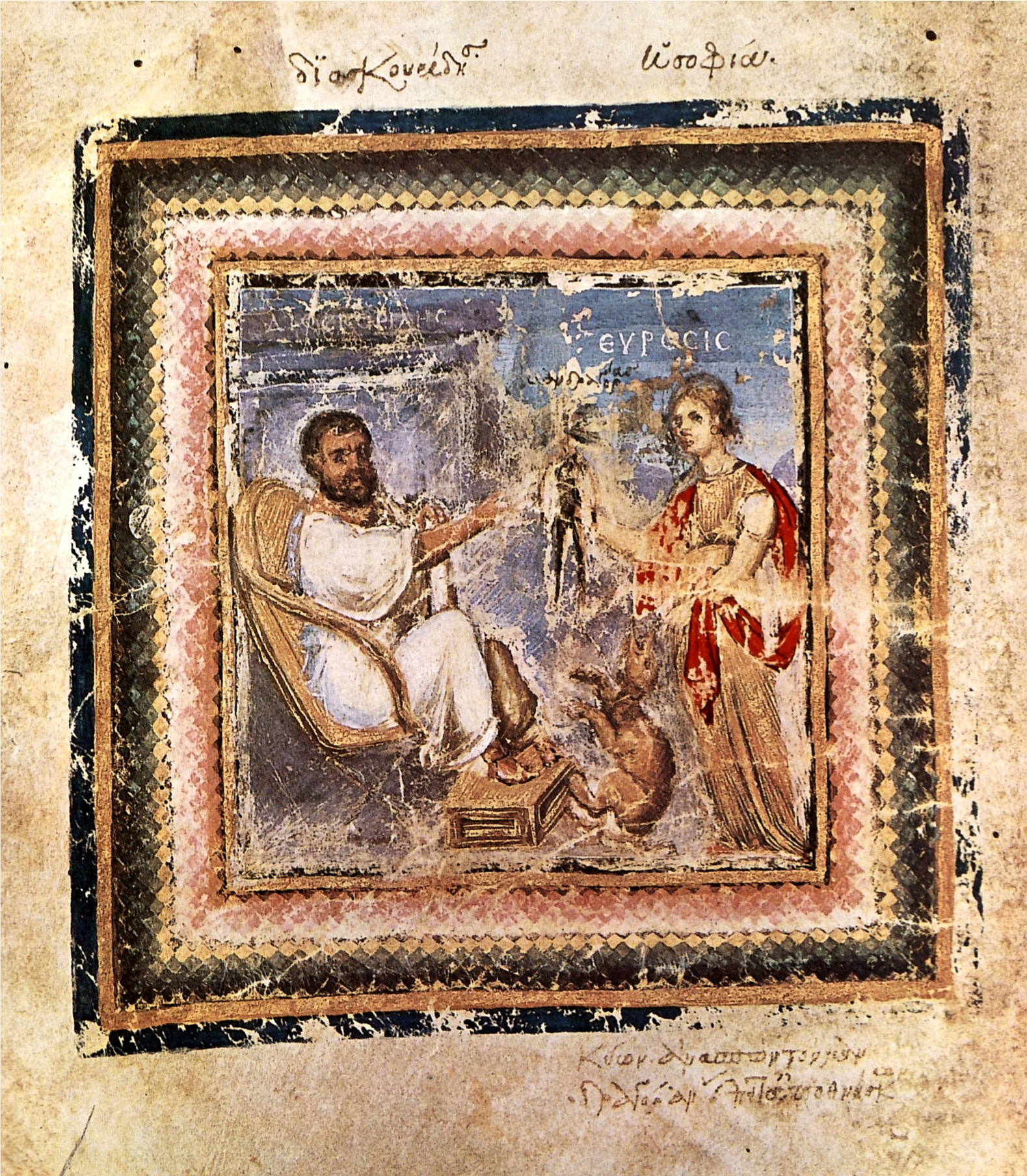
Folio 4v, autorský portrét
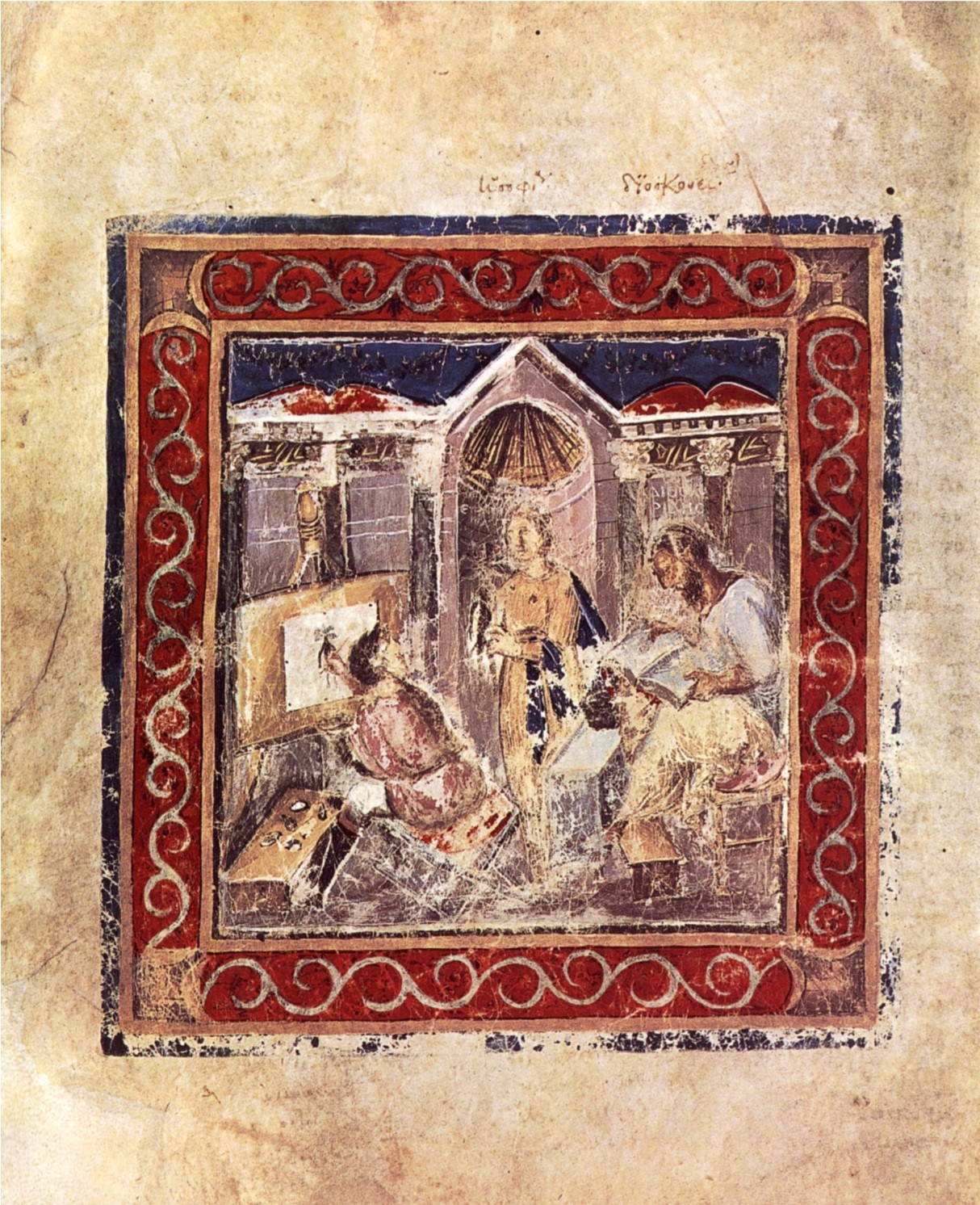
Folio 5v, autorský portrét
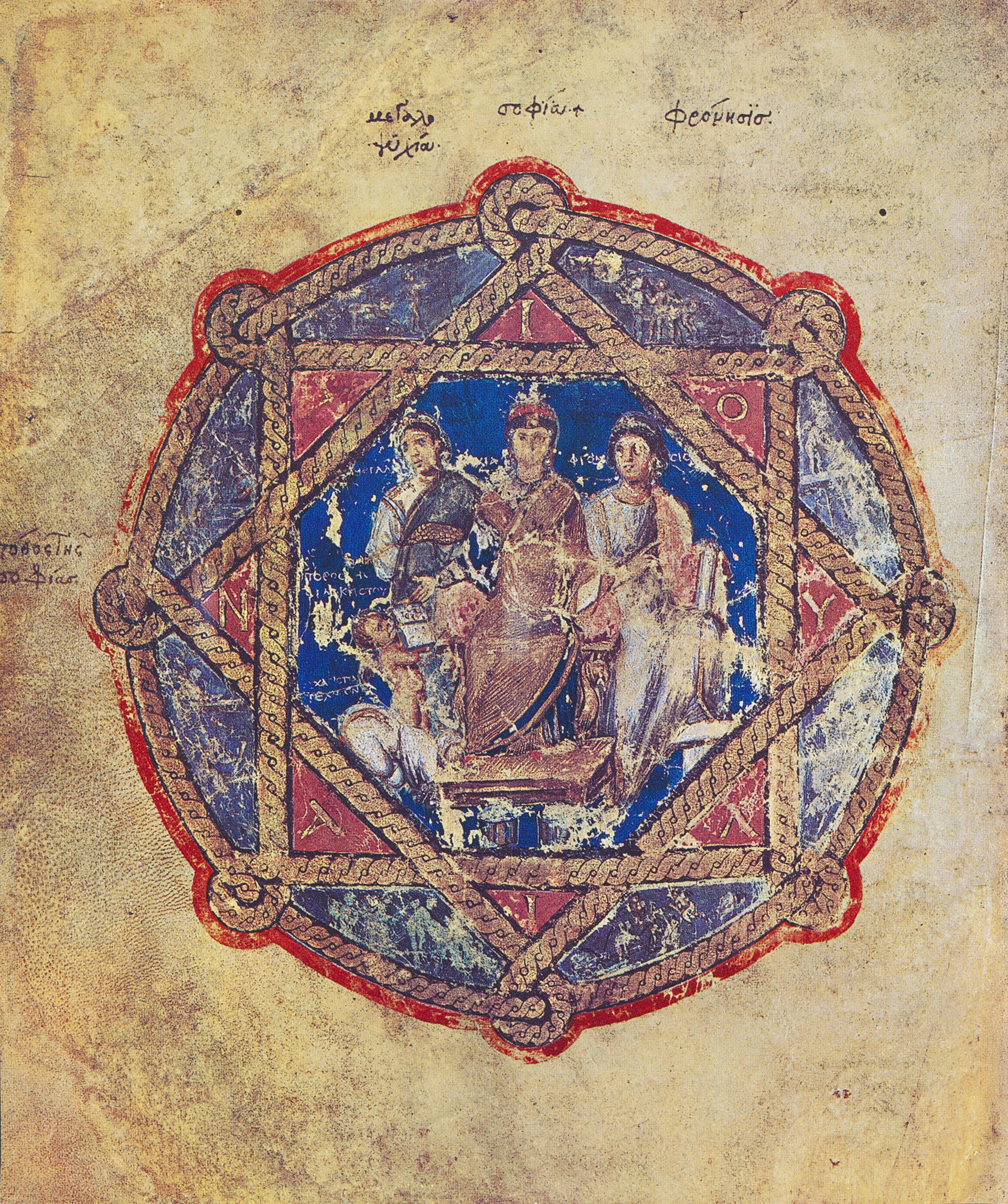
Folio 6v, darovací portrét Anicie Juliany
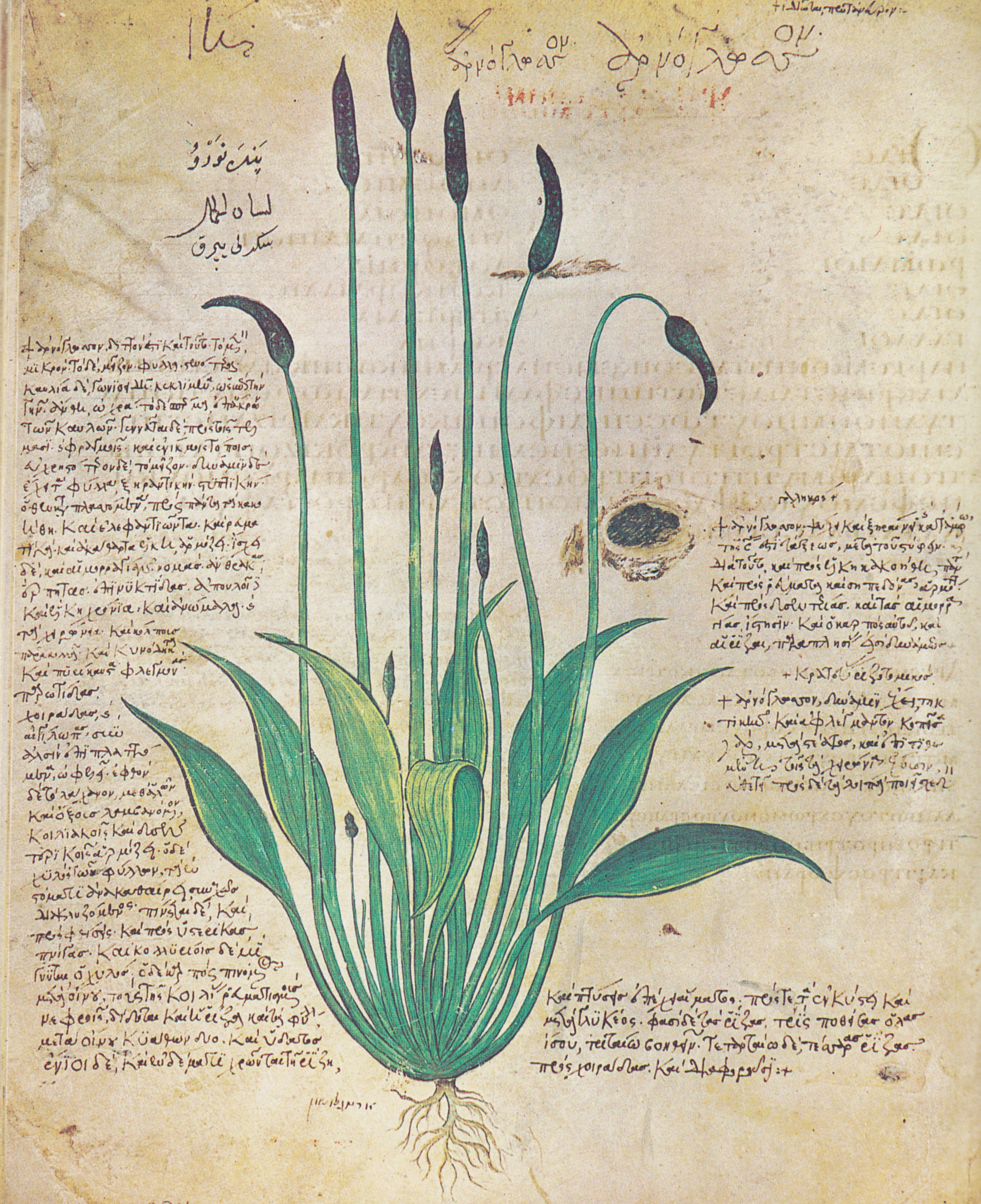
Folio 29v, Plantago lanceolata (jitrocel kopinatý)
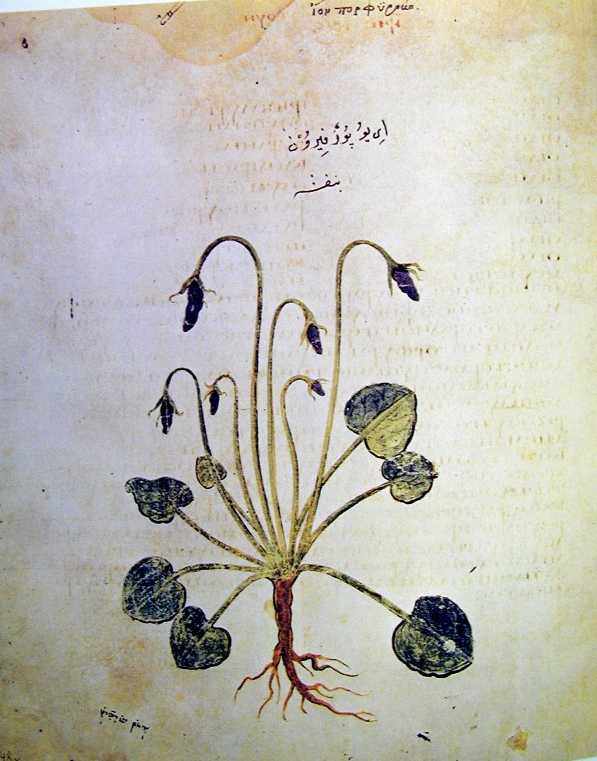
Folio 148v, Viola odorata (violka vonná)
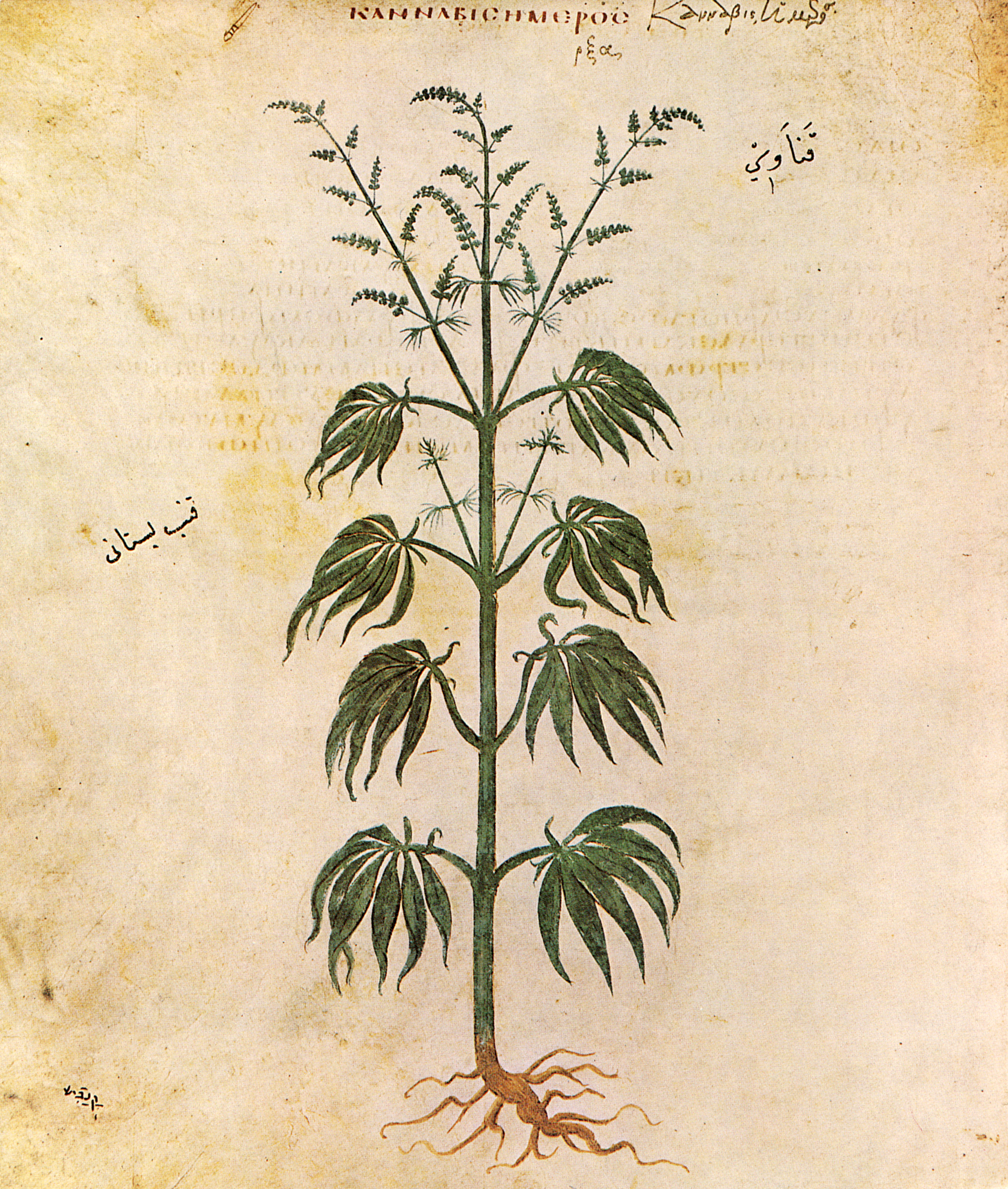
Folio 167v, Cannabis sativa (konopí seté)
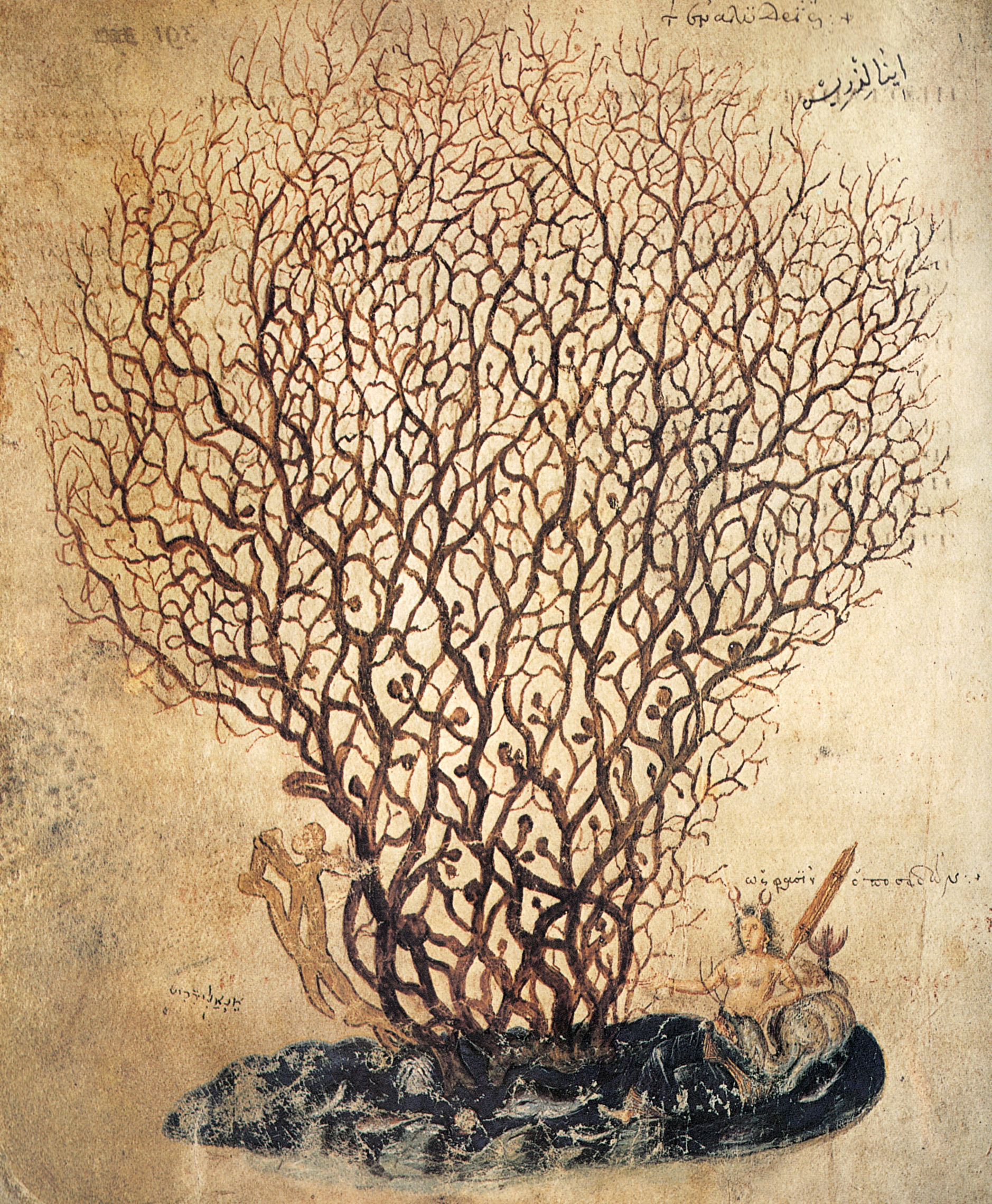
Folio 391v, korál
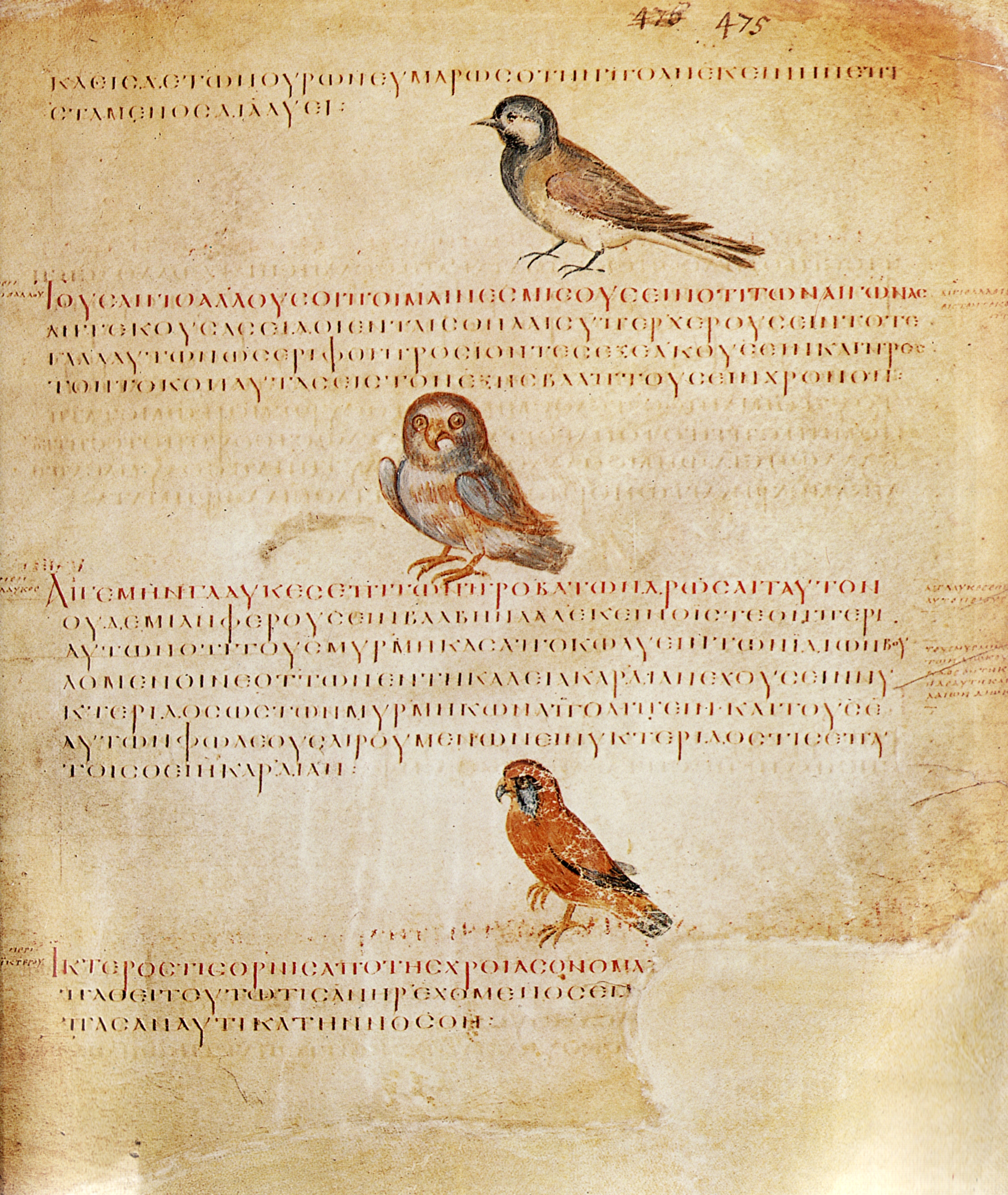
Folio 475r, ptactvo
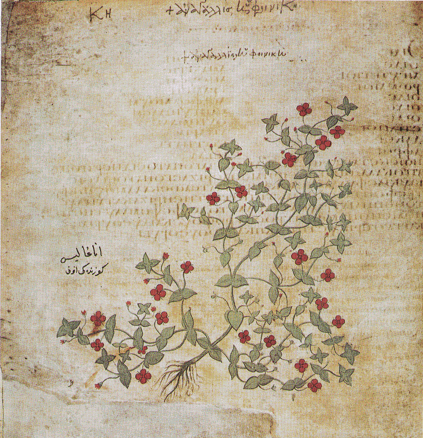
Folio 39v, Anagallis arvensis (drchnička rolní)